# Julianne Courtice
Julianne Courtice, née le 3 novembre 1991 à Gloucester, est une joueuse professionnelle de squash représentant l'Angleterre. Elle atteint, en octobre 2020, la 28e place mondiale sur le circuit international, son meilleur classement. Elle prend sa retraite sportive en janvier 2023.

## Biographie
Julianne Courtice est titulaire d'un diplôme en physiothérapie de l'université de Manchester. En février 2019, elle participe aux championnats du monde mais s'incline au premier tour face à la joueuse américaine Amanda Sobhy.